# World Inequality Database

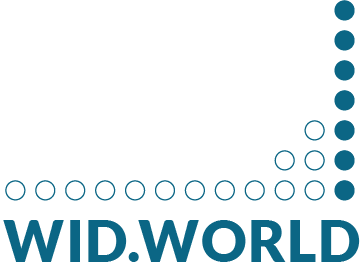
WID.world logo

La Base de datos sobre Desigualdad Mundial, conocida por su denominación en inglés World Inequality Database - (WID), es una amplia base de datos, abierta y accesible "sobre la evolución histórica de la distribución mundial de la renta y la riqueza, tanto dentro de los países como entre ellos". La World Inequality Database en mantenida, completada y actualizada por más de 100 investigadores de los cinco continentes asociados al World Inequality Lab.

## Informe sobre Desigualdad Mundial - World Inequality Report
Los resultados de las investigaciones que pueden aporta la 'Base de Datos sobre Desigualdad Mundial' (WID) son utilizadas por el Laboratorio de Desigualdad Mundial (World Inequality Lab) para elaborar el Informe sobre la Desigualdad Mundial (World Inequality Report). 

### 2018 - Primer informe sobre Desigualdad Mundial
El primer informe se publicó el 14 de diciembre de 2017 durante la 'Primera Conferencia WID.world'. Entre los autores que compilaron el informe se encuentran Facundo Alvaredo, Lucas Chancel, Thomas Piketty, Emmanuel Saez y Gabriel Zucman. WID is part of an international collaborative effort of over a hundred researchers in five continents.
- Informe sobre desigualdad global de 2018, en español

### 2022 - Segundo informe sobre Desigualdad Mundial
El 'Segundo informe sobre Desigualdad Mundial' (2022 World Inequality Report) fue publicado el 7 de diciembre de 2021.
- Informe sobre desigualdad global 2022
- Informe sobre desigualdades mundiales del año 2022

## Historia de los estudios sobre desigualdad

### Simon Kuznets - Atkinson & Harrison
Entre los pioneros de los estudios sobre la desigualdad de ingresos se encuentra el estudio de Simon Kuznets de 1953 Shares of Upper Income Groups in Savings (La participación de los grupos de renta alta en el ahorro), que identificó la serie histórica de movimientos económicos conocido como ciclos de Kuznets de mediano alcance en los ciclos económicos. y el estudio de 1978 de 'A. B. Atkinson' y 'Alan Harrison' The Distribution of Personal Wealth in Britain.

### Thomas Piketty
Los trabajos de Thomas Piketty y Gabriel Zucman, así como otros autores del World Inequality Lab cuestionan de manera radical la hipótesis optimista del economista ruso Simon Kuznets, quien establecía un vínculo directo entre el desarrollo económico y la redistribución de ingresos, resaltando la importancia de las instituciones políticas y fiscales en la instauración de impuestos e ingresos públicos y por tanto en la evolución económica histórica de la distribución de la riqueza.
En la publicación de 2014 Capital is Back: Wealth-Income Ratios in Rich Countries 1700–2010, los economistas franceses Gabriel Zucman y Thomas Piketty investigan la evolución de la relación riqueza-ingreso agregada en las ocho principales economías desarrolladas, remontándose hasta 1700 en el caso de EE. UU., Reino Unido, Alemania y Francia, y descubren que la relación riqueza-ingreso ha pasado de aproximadamente "200-300% en 1970 a 400-600% en 2010", niveles desconocidos desde los siglos XVIII y XIX. Este descubrimiento es crucial para emprender la tarea de investigar la riqueza, los ingresos y la desigualdad en el mundo.

### World Inequality Database
En español
- Página oficial del World Inequaliy Database -wid.world, español

En inglés, francés, chino e hindi
- Página oficial del World Inequaliy Lab - wid.world, inglés
- Página oficial del World Inequaliy Database - wid.world, francés
- Página oficial del World Inequaliy Database - wid.world, chino
- Página oficial del World Inequaliy Database - wid.world, hindi

### World Inequality Report
- Informe sobre desigualdad global 2022
- Informe sobre desigualdades mundiales del año 2022
- Informe sobre desigualdad global de 2018, en español

### World Inequality Lab
- World Inequality lab, en inglés
- Wordl Inequality Lab, en francés
- Sustainable Development Goals: Who is at risk of being left behind?, Dr. Lucas Chancel, pdf